# Erythria hispanica
Erythria hispanica är en insektsart som beskrevs av Dlabola och Jankovic 1981. Erythria hispanica ingår i släktet Erythria och familjen dvärgstritar.
Artens utbredningsområde är Spanien. Inga underarter finns listade i Catalogue of Life.